# Cerberilla incola
Cerberilla incola is een slakkensoort uit de familie van de Aeolidiidae. De wetenschappelijke naam van de soort is voor het eerst geldig gepubliceerd in 1974 door Burn.